# Jan Tworowski
Jan Tworowski (? - 1547), membre de la noble famille polonaise Kamieniecki (pl), hetman de la Couronne (1509-1520), castellan de Kamieniec (1519), staroste de Trembowla, voïvode de Podolie (1543)

## Sources
- (pl) Cet article est partiellement ou en totalité issu de l’article de Wikipédia en polonais intitulé « Jan Tworowski » (voir la liste des auteurs).